# Ralf Rangnick
Ralf Rangnick (født 29. juni 1959) er en tysk fodboldtræner, og tidligere spiller, som er træner for Østrigs landshold. Han krediteres ofte for at være opfinderen af Gegenpressen, en form for fodbold hvilke handler om at lægge et højt pres på modstanderen så snart at du mister bolden. Mange trænere som Jürgen Klopp, Thomas Tuchel, Julian Nagelsmann og andre har nævnt Rangnick som en af deres største inspirationer.

## Spillerkarriere
Rangnick havde en kort spillerkarriere, hvor han hovedsageligt spillede i de lavere tyske rækker.

## Trænerkarriere

### Tidlige karriere
Rangnick begyndte sin trænerkarriere hos FC Viktoria Backnang som spillende træner i en alder af kun 25.
Rangnick arbejdede i det næste år for flere forskellige hold i de lavere tyske rækker, herunder en 4-årig periode som træner for VfB Stuttgarts U/19-hold.

### Ulm 1846
I 1997 fik Rangnick jobbet hos Ulm 1846. Rangnick ledte Ulm til oprykning til 2. Bundesligaen i 1998. Ulm var i 1998-99 sæsonen godt kørende, og endte med at for første gang i deres historie rykke op i Bundesligaen. Rangnick var dog ikke en del af dette, efter at han havde lavet en aftale om at forlade klubben til fordel for Stuttgart. Det var først meningen at dette skulle være efter sæsonen, men efter at det var blevet lækket til pressen, så trådte Rangnick af som Ulm træner.

### Stuttgart
Rangnick overtog som træner for Stuttgart i maj 1999. Rangnick holdt jobbet frem til februar 2001, hvor han blev fyret med klubben liggenede lige over nedrykningsstregen.

### Hannover 96
Rangnick overtog hos Hannover 96 i maj 2001. I hans første komplette sæson hos klubben i 2001-02 vandt Hannover 2. Bundesligaen, og rykkede op i Bundesligaen for første gang i 13 år. Rangnick blev i jobbet frem til marts 2004, hvor han blev fyret.

### Schalke 04
Rangnicks næste job blev hos Schalke 04. Rangnick have en meget imponerende debutsæson, da Schalke nåede til finalen af DFB-Pokalen, hvor at de tabte til Bayern München og sluttede på andenpladsen i Bundesligaen.
Schalke kom fint fra start i 2005-06 sæsonen, men mistede hurtigt pusten, og Rangnick blev fyret i december 2005.

### 1899 Hoffenheim
Rangnick skiftede næst til 1899 Hoffenheim, noget som på tidspunktet var et stort skridt ned for Rangnick, i det at Hoffenheim spillede i den tredje bedste række. Hoffenheim rykkede op i 2. Bundesligaen i hans debutsæson som træner, og han skulle kun bruge en mere sæson, da han i 2007-08 sæsonen ledte holdet til oprykning til Bundesligaen for første gang i klubbens historie.
Rangnick forblev som træner frem til januar 2011, hvor at han træk sig over at klubben uden at informere ham havde solgt midtbanespiller Luiz Gustavo til Bayern München.

### Schalke 04 retur
Rangnick vendte retur til Schalke 04 i marts 2011. Kun få uger efter at han fik jobbet ledte han Schalke til en overraskende sejr over de forsvarende mestre fra Inter Milan i Champions League-kvartfinalen. Schalke røg dog ud i semi-finalen til Manchester United. Schalke vandt DFB-Pokalen i maj 2011, da de slog MSV Duisburg i finalen.
Rangnick valgt i september 2011 at trække sig som træner på grund af kronisk træthedssyndrom, hvilke gjorde at han ikke havde energi til at fortsætte.

### RB Leipzig
Efter at have arbejdet som sportsdirektør for RB Leipzig og Red Bull Salzburg, vendte Rangnick tilbage som træner i februar 2015 da han valgte at overtage jobbet hos Leipzig. Rangnick ledte Leipzig til oprykning til Bundesligaen i 2015-16 sæsonen. Rangnick trådte tilbage efter sæsonen, hvor at Ralph Hasenhüttl overtog.
Rangnick overtog endnu en gang Leipzig i juli 2018. Rangnick ledte Leipzig til tredjepladsen i Bundesligaen og DFB-pokal finalen, hvor at de tabte til Bayern München. Han trådte igen tilbage efter en sæson som træner.

### Manchester United
Den 29. november 2021 blev det annonceret at Rangnick ville overtage jobbet som midlertidig træner hos Manchester United for resten af 2021-22 sæsonen, efter at Ole Gunnar Solskjær var blevet fyret en uge tidligere.
Det blev den 21. april 2022 annonceret at Erik ten Hag vil overtage jobbet som Manchester United træner efter 2021-22 sæsonen. Det var oprindeligt planen, at Rangnick ville forblive hos United i en deltidsrolle som konsulent, men i maj 2022 blev det annonceret at han alligevel ikke ville tage den rolle.

### Østrig
Det blev den 29. april 2022 annonceret at Rangnick vil overtage det østrigske landshold efter udgangen af 2021-22 sæsonen.

## Sportsdirektørkarriere

### Red Bull
Rangnick blev i juni 2012 hyret som sportsdirektør for både RB Leipzig og Red Bull Salzburg. Under hans tid som sportsdirektør kom Leipzig fra fjerde bedste række til Bundesligaen, og Salzburg vandt den Østrigske Bundesliga flere gange. Rangnick trak sig i juli 2020.

### Lokomotiv Moskva
Rangnick overtog som sportsdirektør for Lokomotiv Moskva i juli 2021, men forlod efter kun få måneder for at tage jobbet hos Manchester United.

## Titler
Ulm 1846
- Regionalliga Süd: 1 (1997–98)

VfB Stuttgart
- UEFA Intertoto Cup: 1 (2000)

Hannover 96
- 2. Bundesliga: 1 (2001–02)

Schalke 04
- DFB-Pokal: 1 (2010–11)
- DFL-Supercup: 1 (2011)
- DFL-Ligapokal: 1 (2005)